# Tisa Nouă
Tisa Nouă – wieś w Rumunii, w okręgu Arad, w gminie Fântânele. W 2011 roku liczyła 949 mieszkańców. 